# Liste der Kulturgüter in Eschenbach LU
Die Liste der Kulturgüter in Eschenbach enthält alle Objekte in der Gemeinde Eschenbach im Kanton Luzern, die gemäss der Haager Konvention zum Schutz von Kulturgut bei bewaffneten Konflikten, dem Bundesgesetz vom 20. Juni 2014 über den Schutz der Kulturgüter bei bewaffneten Konflikten sowie der Verordnung vom 29. Oktober 2014 über den Schutz der Kulturgüter bei bewaffneten Konflikten unter Schutz stehen.
Objekte der Kategorien A sind im Gemeindegebiet nicht ausgewiesen, Objekte der Kategorie B sind vollständig in der Liste enthalten, Objekte der Kategorie C fehlen zurzeit (Stand: 1. Januar 2023). Unter übrige Baudenkmäler sind zusätzliche Objekte zu finden, die im kantonalen Denkmalverzeichnis verzeichnet und nicht bereits in der Liste der Kulturgüter enthalten sind.

## Kulturgüter
| Foto | | Objekt                                                                    | Kat. | Typ | Standort                                                 | Beschreibung |
| ---- | --------------------------------------------------------------------------------------------------- | ------------------------------------------------------------------------- | ---- | --- | -------------------------------------------------------- | ------------ |
| ja   | Datei hochladen · Wikidata zu Zisterzienserinnenkloster mit Pfarrkirche und Totenkapelle (Q1620558) | Zisterzienserinnenkloster mit Pfarrkirche und Totenkapelle KGS-Nr.: 03662 | B    | G   | Freiherrenweg 11 / Bahnhofstrasse 1, 1.1 666910 / 220579 |              |

## Übrige Baudenkmäler
| ID   | Foto |                                                                              | Objekt                            | Typ | Standort                             | Beschreibung                                                |
| ---- | ---- | ---------------------------------------------------------------------------- | --------------------------------- | --- | ------------------------------------ | ----------------------------------------------------------- |
| 3    | ja   | Datei hochladen · Wikidata zu Pfarrhaus Eschenbach (Q119700093)              | Pfarrhaus                         | G   | Freiherrenweg 12 667022 / 220561     |                                                             |
| 38e  | ja   | Datei hochladen · Wikidata zu Siebenschläferkapelle (Q119704260)             | Siebenschläferkapelle             | G   | Vorhubenstrasse 15.2 666843 / 220355 |                                                             |
| 39   | BW   | Datei hochladen                                                              | Schloss Höndlen                   | G   | Höndlen 2 667790 / 220253            |                                                             |
| 262a | ja   | Datei hochladen · Wikidata zu Totenkapelle (Q119668724)                      | Totenkapelle                      | G   | Bahnhofstrasse 1.1 666945 / 220515   |                                                             |
| 282  | ja   | Datei hochladen · Wikidata zu Katholische Pfarrkirche Herz Jesu (Q119698680) | Katholische Pfarrkirche Herz Jesu | G   | Bahnhofstrasse 1 666910 / 220529     | 1910–1912 von August Hardegger realisiertes Kirchengebäude. |

Legende: Siehe Legende der Liste der Kulturgüter von nationaler und regionaler Bedeutung. Anstelle der KGS-Nummer wird als Objekt-Identifikator (ID) die Gebäudenummer im kantonalen Denkmalverzeichnis verwendet.